# Uppvidinge kontrakt
Uppvidinge kontrakt var ett kontrakt i Växjö stift inom Svenska kyrkan i Kronobergs län. Kontraktet upplöstes 1995.

## Administrativ historik
Kontraktet bestod av
- Åseda församling
- Nottebäcks församling före 1940 benämnd Nottebäck med Granhults församling
- Älghults församling
- Lenhovda församling
- Herråkra församling
- Sjösås församling
- Drevs församling
- Hornaryds församling
- Dädesjö församling
- Algutsboda församling som 1995 övergick i Södra Möre kontrakt
- Hälleberga församling som 1995 övergick i Södra Möre kontrakt
- Ekeberga församling som 1992 uppgick i Konga kontrakt [1]

Övriga församlingar överfördes 1995 till Vidinge kontrakt.

## Kontraktsprostar
| Ämbetstid | Namn                            | Levnadstid | Övrigt                              |
| --------- | ------------------------------- | ---------- | ----------------------------------- |
| 1322      | Erengisle                       |            | Kyrkoherde i Sjösås församling.     |
| 1363–1376 | Thore                           |            | Kyrkoherde i Nottebäcks församling. |
| 1379      | Bengt Svensson                  |            | Kyrkoherde i Dädesjö församling.    |
| 1617      | Bengt Höök                      |            | Kyrkoherde i Lenhovda församling.   |
| 1620–1642 | Nicolaus Svenonis Crucimontanus |            | Kyrkoherde i Algutsboda församling. |
| 1642–1663 | Petrus Spakius                  |            | Kyrkoherde i Åseda församling.      |
| 1663–1665 | Haquinus Stalenus               |            | Kyrkoherde i Älghults församling.   |
| 1666–1677 | Nicolaus Domnærus               |            | Kyrkoherde i Älghults församling.   |
| 1685–1686 | Johan Spakius                   |            | Kyrkoherde i Åseda församling.      |
| 1686–1702 | Nicolaus Liungberg              |            | Kyrkoherde i Älghults församling.   |
| 1702–1707 | Petrus Holmingius               |            | Kyrkoherde i Algutsboda.            |
| 1707–1736 | Laurentius Algærus              |            | Kyrkoherde i Åseda församling.      |
| 1736–1760 | Nicolaus Colliander             |            | Kyrkoherde i Älghults församling.   |
| 1770–1780 | Andreas Rogberg                 |            | Kyrkoherde i Åseda församling.      |
| 1780–1793 | Erland Colliander               |            | Kyrkoherde i Älghults församling    |
| 1794–1835 | Samuel Heurlin                  |            | Kyrkoherde i Åseda församling.      |
| 1836–1865 | Magnus Wahrstedt                |            | Kyrkoherde i Älghults församling.   |
| 1865–1871 | Peter Linnér                    | 1802–1871  | Kyrkoherde i Algutsboda församling. |
| 1871–1873 | Per Petersson                   |            | Kyrkoherde i Nottebäcks församling. |
| 1873–1880 | Johan Wilhelm Sjögren           |            | Kyrkoherde i Åseda församling.      |
| 1880–1885 | Olof Henric Rogberg             |            | Kyrkoherde i Nottebäcks församling. |
| 1885–1903 | Salomon Herrlin                 |            | Kyrkoherde i Åseda församling.      |
| 1903–1912 | Carl August Andersson           |            | Kyrkoherde i Algutsboda församling. |
| 1912–1922 | Henning Theofil Pleijel         |            | Kyrkoherde i Lenhovda församling.   |
| 1922–     | Johan Emil Werneström           |            | Kyrkoherde i Algutsboda församling. |